# Libysche Nationale Befreiungsarmee
Die Libysche Nationale Befreiungsarmee (arabisch جيش التحرير الوطني الليبيي Dschaisch at-tahrir al-watani al-libi, DMG Ǧaiš at-taḥrīr al-waṭanī al-lībī, englisch Libyan National Liberation Army [NLA]) war eine militärische Organisation, die während des Libyschen Bürgerkrieges 2011 entstand. Sie wurde vom Exekutivrat aufgestellt, den der Nationale Übergangsrat ins Leben rief. Seit dem vorläufigen Ende des Bürgerkriegs arbeitete der neue Verteidigungsminister Usama al-Dschuwaili daran, die einzelnen Revolutionsbrigaden in die regulären Streitkräfte, die Polizei und andere Einrichtungen der neuen Regierung zu integrieren. Dieses Vorhaben scheiterte weitgehend. Auch seine Nachfolger Mohammed Barghathi und Abdullah Al-Thinni konnten die allgemeine Ordnung nicht wiederherstellen. Die Situation spitzte sich im Sommer 2014 mit dem Ausbruch des Zweiten Libyschen Bürgerkriegs erneut zu.

## Mitglieder
Die Rebellenarmee besteht aus desertierten Soldaten der libyschen Armee und Freiwilligen. Seit der Bildung von Brigaden tragen die Kämpfer Identifikationsmarken, die mit den aufgemalten Nummern ihrer Waffen verknüpft sind. Waffen von „unzuverlässigen“ Rebellen wurden von eigenen Kommandeuren konfisziert.

### Führung im Frühjahr 2011
- Generalmajor Abd al-Fattah Yunis (erster Oberbefehlshaber der Rebellenarmee bis zu seinem gewaltsamen Tod am 28. Juli 2011)
- Oberst Khalifa Belqasim Haftar[4][5][6]
- Generalmajor Suleiman Mahmoud[7] (Tobruk)
- Major Omar El-Hariri[8] (Exekutivratsmitglied für Streitkräfte)
- Oberst Ahmed Omar Bani[8] (Militärischer Sprecher)
- Oberst Hamid Belkhair[9] (Bengasi)
- Oberst Hamid Hassy[10] (Brega)
- Major Ibrahim Agouri[9] (Bengasi)
- Major Ahmed Qetrani[7]
- Major Fathi al-Sherif[3]
- Hauptmann Mustafa al-Agoury[11]
- Saleh Saheti[8] (Ausbilder)
- Abdul Hakeen al-Hasadi[12] (Darna-Brigade, ehemals Libysche Islamische Kampfgruppe)
- Abduljawad al-Bedin (stellvertretender Kommandierender der Omar Mukhtar Brigade)

### Bisherige Oberbefehlshaber
- April–Juli 2011: Generalmajor Abd al-Fattah Yunis, Stabschef war Omar El-Hariri
- seit Juli 2011: Suleiman Mahmoud al-Obeidi, Stabschef ist seit 17. November 2011: Generalmajor Khalifa Belqasim Haftar

### Brigaden
Bezüglich der Gesamtstärke des Militärs existieren keine verlässlichen Schätzungen. Ausbildungslager wurden in Bengasi, Al-Baida und Adschdabiya errichtet, in denen Tausende Männer militärisch geschult wurden. Am 18. April 2011 wurden Brigaden durch den Übergangsrat gebildet. Jeder Soldat besitzt einen Ausweis aus Papier oder Plastik mit Name, Foto, Name der Brigade und der Blutgruppe.

#### Omar-Mukhtar-Brigade
Die Omar-Mukhtar-Brigade kämpft in Adschdabiya. Ihre Kämpfer kommen hauptsächlich aus Adschdabiya, Bengasi, Derna. Die „Brigade“ besteht nach eigenen Angaben aus ca. 200 Soldaten und 10 Fahrzeugen. Sie ist nach dem libyschen Nationalhelden Umar al-Muchtar benannt.
Diese Einheiten wurden, bis zu seinem Tod am 15. April 2011, von Abdul Monem Mukhtar Mohammed kommandiert, einem Mitglied der Libyschen Islamischen Kampfgruppe. Nach Angaben der Los Angeles Times soll er früher Kontakt zu Osama bin Laden gehabt haben. Er wird derzeit von Abduljawad al-Bedin vertreten.

#### Ali-Hassan-al-Jaber-Brigade
Die Ali-Hassan-al-Jaber-Brigade ist in Al-Baida stationiert. Sie wurde nach einem getöteten Kameramann benannt, der für Al Jazeera tätig war.
Der Ali-Hassan-al-Jaber-Brigade schloss sich im August 2011 auch der amerikanische Dokumentarfilmer und Aktivist Matthew VanDyke an.

#### Sintan-Brigaden
Die aus dem südwestlich von Tripolis gelegenen Sintan stammenden Brigaden wurden von Usama al-Dschuwaili und Abdullah Naker geführt. Sie hatten wesentlichen Anteil an der Einnahme der Hauptstadt und an Gefechten in anderen Teilen des Landes. Die von al-Dschuwaili geführte Einheit nahm am 19. November 2011 Saif al-Islam al-Gaddafi, den Sohn von Muammar al-Gaddafi, fest. Al-Dschuwaili wurde unter Abdel Rahim el-Kib Verteidigungsminister. Naker ist Vorsitzender des Revolutionsrates von Tripolis und kündigte Anfang Jänner 2012 die Gründung einer Partei an. Seit dem Ende des Bürgerkrieges kontrollieren Einheiten aus Sintan den Tripoli International Airport und sind als Miliz weiterhin bewaffnet.

#### Weitere Brigaden
- Obaida Ibn Jarrah Brigade – radikalislamistische Miliz, die in die Ermordung von Abdul Fatah Younis am 28. Juli 2011 verwickelt gewesen sein soll.
- Okbah Ibn Nafih Brigade – radikalislamistische Miliz
- Jabal Martyrs Brigade – stationiert in Al-Baida, besteht aus 125 Kräften
- Martyrs of Abu Salim – stationiert in Al-Baida
- Zawiya Brigade – stationiert im Nafusa-Gebirge, zur Einnahme von Zawiya ausgebildet
- Shaheed Brigade – in und um Misrata stationiert, wird als Eliteeinheit innerhalb der Rebellenarmee angesehen
- Misrata Brigade – ursprünglich in Misrata stationiert, seit August in Tripolis
- Black Brigade – in und um Misrata stationiert
- 17.-Februar-Märtyrer-Brigade – in und um Benghazi stationiert
- Swehdi Brigade – in und um Misrata stationiert
- Al Horia Brigade – in und um Misrata stationiert, Garnison in Taworgha
- Faisal Brigade – in den Vororten von Zliten stationiert
- Arise Brigade – entlang der Via Balbia zwischen Misrata und Tripolis stationiert
- Tripoli Brigade – ursprünglich in Nalut im Nafusa-Gebirge stationiert, Stärke von 1300 Rebellen, gilt als Elite der Rebellenarmee und wurde ausgebildet, um Tripolis zu erobern. Seit der Einnahme der Stadt ist die Brigade in Tripolis stationiert.
- Abu Salim Brigade – Ostlibyen
- Sabratha Brigade – Nafusa-Gebirge, Ausbildung zur Einnahme von Sabratha
- Zuwarah Brigade – Nafusa-Gebirge, Ausbildung zur Einnahme von Zuwarah
- Martyr Wasam Qaliyah Brigade  – Westlibyen, besteht aus bis zu 300 Kämpfern
- Coastal Brigade – entlang der Via Balbia zwischen Zawiya und Tripolis stationiert
- Nalut Brigade – in Nalut stationiert und für das Nafusa-Gebirge zuständig
- Kabaw Brigade – im Nafusa-Gebirge stationiert, Einnahme von Tiji und Badr
- Jadu Brigade – in Jadu stationiert, besteht aus 300 Rebellen
- 28 May Brigade – um Tripolis stationiert, besteht aus Angehörigen des Warfalla-Volksstammes und zur Eroberung von Bani Walid ausgebildet
- Victory Unit – entlang der Straße zwischen Misrata und Bani Walid stationiert
- Sabbha Brigade – in Fessan stationiert

## Zusammensetzung der Organisation
Wie auch im Fall der anderen Revolutionen in der Region sind die Opposition und die Widerstandskräfte gegenüber den alten Regimen äußerst heterogen zusammengesetzt. So weist der Politikwissenschaftler und Libyenexperte Paul Sullivan von der Universität Georgetown darauf hin, dass es naiv sei, die Rebellen pauschal als eine Demokratiebewegung zu glorifizieren. Da es sich bei der Gesellschaft des Landes um eine Stammesgesellschaft handelt, weist vieles darauf hin, dass Teile der Bewegung Stämme und Klans sind, die an einem Ausbau der eignen Machtstellung und einer tribalistischen Aneignungspolitik interessiert sind. Immerhin war der Konflikt zwischen den Stämmen im Osten und Westen einer der Gründe für den Bürgerkrieg gewesen. Eine Studie der Militärakademie West Point weist auf einen starken anti-amerikanischen und anti-westlichen Charakter der Widerstandskräfte, besonders aus dem Osten, hin. Ostlibyen war nach Saudi-Arabien das zweite Rekrutierungsgebiet für Al-Qaida, fundamentalistische Kräfte sollen unter den Rebellen vorhanden sein.
Der Soziologe und Erziehungswissenschaftler Hartmut Krauss betrachtet den Bürgerkrieg als von extremen Kräften gesteuert und weist auf das Radikalisierungspotenzial für Islamisten durch Gaddafis Rolle als selbsternannten Reformator hin. Gaddafi überwarf sich in den 1980er Jahren mit den Ulema und ließ alle Moscheen unter seine Kontrolle stellen. Ab 1989 ließ er militante Islamisten militärisch bekämpfen. Mit seinem grünen Buch schuf er eine eigenwillige Konzeption eines „islamischen Systems“. Folglich würden ihn Islamisten als einen häretischen Herrscher betrachten und Gaddafi für die Errichtung einer „aufrechten Ordnung“ bekämpfen. Krauss meint weiterhin, die Reaktivierung stammesgesellschaftlicher Rivalitäten, die Gaddafi nach dem Grundsatz „teile und herrsche“ ausnutzte, sei letztlich verhängnisvoll für ihn geworden. Hartmut Krauss vermutet vor allem Rache als ein schwerwiegendes Motiv für den Aufstand. Er bezeichnete die Zusammensetzung der Rebellen als Mischung aus islamistischen Freischärlern, Abtrünnigen des Militärs und der politischen Funktionselite, rachsüchtigem Stämmen und Klans, pro-westlichen exillibyschen sowie royalistischen Kämpfern und einer „Basisarmee, die aus perspektivlosen jungen Männern besteht, welche im Kampf eine Beschäftigung für sich sehen“.

## Internationale Militärhilfe
- Vereinigte Arabische Emirate – Die Vereinigten Arabischen Emirate versorgten die Rebellen mit belgischen FN FAL Sturmgewehren.[17]
- Ägypten – Ägypten belieferte die Rebellen mit Handfeuerwaffen, Sturmgewehren und Munition.[18]
- Frankreich – Frankreich bestätigte die Lieferung von Waffen (Raketenwerfer, MILAN zur Panzerabwehr, Handfeuerwaffen) und Munition an Rebellen im Nafusa-Gebirge.[19][20][17]
- Katar – Katar unterstützt die Rebellen mit der Lieferung von verschiedenen Waffen wie MILAN-Systemen und AK-47-Sturmgewehren. Nach Schätzungen wurden mindestens 400 solcher Gewehre den Rebellen übergeben. Katar lieferte den Rebellen außerdem Tarnkleidung und ballistische Westen.[21]
- Vereinigte Staaten – Die Vereinigten Staaten unterstützen die libyschen Rebellen mit Versorgungsgütern im Wert von 25 Millionen Dollar. Dabei wurde laut der Außenministerin Hillary Clinton darauf geachtet, dass keine Waffen geliefert werden.[22]
- Vereinigtes Königreich – Das Vereinigte Königreich unterstützte die Rebellenarmee mit Kommunikationsausrüstung und schusssicheren Westen.